# Heimskringla

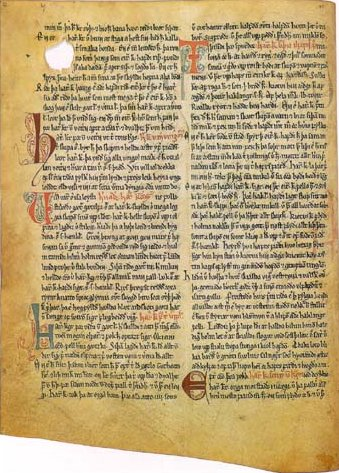
Strona rękopisu Heimskringli

Heimskringla – staronordycki zbiór sag spisany w Islandii około roku 1225 przez poetę i historyka Snorriego Sturlusona (1179–1241). Zbiór zawiera historie o królach norweskich, począwszy od legendarnej szwedzkiej dynastii Ynglingów, poprzez opisy historycznych norweskich władców od X do XII wieku, aż do śmierci Øystein Møyla w roku 1177.
Heimskringla wyprowadza ród władców skandynawskich od samego Odyna i jego potomków na Wschodzie w Walhalli i jej stolicy Asgardzie. Opowiada o współzawodnictwie królów, ustanowieniu królestw Norwegii, Szwecji i Danii oraz wyprawach wikingów do Anglii. Historie te są podane w żywy oraz świeży sposób i dają pełny, rzeczywisty obraz życia w tamtych czasach. Niektóre sagi Heimskringli to pełne przygód romanse, które jednocześnie mieszczą się w ramach utworów historycznych opowiadających autentyczne wydarzenia. Główną część zbioru stanowi saga o Olafie Haraldssonie. Opis jego piętnastoletnich rządów zajmuje około jednej trzeciej objętości kolekcji. Saga o Haraldzie Surowym opisuje jego wyprawę na Wschód, w czasie której dokonał niezwykłych czynów w Konstantynopolu, Syrii i na Sycylii, jego sukcesy jako skalda oraz bitwy w Anglii przeciwko Haroldowi II, synowi hrabiego Godwina z Kentu, gdzie poległ podczas jednej z nich, pod Stamford Bridge w roku 1066, na kilka dni przed śmiercią Harolda II pod Hastings. Pierwsza część Heimskringli zakorzeniona jest w nordyckiej mitologii, w miarę jak opowieść postępuje, fantazje mieszają się w ciekawy sposób z faktami, by w końcu utwór przeszedł w opartą na faktach historię. Polskie tłumaczenie, opatrzone wstępem, ukazało się w 2019 r. nakładem Księgarni Akademickiej. 
Na Heimskringlę składają się następujące sagi (zob. też Władcy Norwegii):
1. Saga o Ynglingach
2. Saga o Halfdanie Czarnym (zm. 860)
3. Saga o Haraldzie Pięknowłosym (zm. ok. 931)
4. Saga o Haakonie I Dobrym (zm. 961)
5. Saga o królu Haraldzie Szara Opończa (zm. 969)
6. Saga o królu Olafie Tryggvassonie (zm. 1000)
7. Saga o Olafie Haraldssonie (zm. 1030)
8. Saga o Magnusie Dobrym (zm. 1047)
9. Saga o Haraldzie Surowym (zm. 1066)
10. Saga o Olafie Pokojowym (zm. 1093)
11. Saga o Magnusie Bosym (zm. 1103)
12. Saga o Sigurdzie Krzyżowcu (zm. 1130) i jego braciach
13. Saga o Magnusie Ślepym (zdetronizowany w 1135) i o Haraldzie Gille (zm. 1136)
14. Saga o Sigurdzie (zm. 1155), Øysteinie (zm. 1157) i Inge (zm. 1161), synach Haralda
15. Saga o Haakonie Barczystym (zm. 1162)
16. Saga o Magnusie Erlingsonie (zm. 1184)